# 仮面ライダージオウ NEXT TIME ゲイツ、マジェスティ
『仮面ライダージオウ NEXT TIME ゲイツ、マジェスティ』（かめんライダージオウ ネクスト タイム ゲイツ マジェスティ）は、特撮テレビドラマ『仮面ライダージオウ』のオリジナルビデオ作品。2020年2月28日に期間限定で劇場先行上映され、同年4月22日にBD / DVDが発売。

## 概要
『仮面ライダージオウ』のサブキャラクター・明光院ゲイツ / 仮面ライダーゲイツを主人公に据えたスピンオフ作品。ゲイツの新フォームのほか、新アナザーライダーも登場する。また、テレビシリーズにも登場した海東大樹 / 仮面ライダーディエンド役の戸谷公人をはじめとした「2号ライダー」のレジェンドゲストも出演している。
物語はテレビシリーズの後日譚にあたり、常磐ソウゴ / 仮面ライダージオウによって歴史が書き換えられた2018年の世界で普通の高校生として過ごすゲイツたちの物語が描かれる。冒頭部分は、テレビシリーズ第1話を踏襲している。
監督はテレビシリーズで最多演出を務めた諸田敏、脚本はテレビシリーズのサブライターを務めた毛利亘宏が担当する。
ソフトは通常版のほか、本作品に登場するゲイツマジェスティライドウォッチが付属する初回限定版が発売される。
プロレスラーの熊野準が、ゲイツとの組手シーンにゲスト出演する。
2020年2月3日には、東京ソラマチのJ:COM Wonder Studioにてキャストトークショー&キャラクター握手会が開催され、ゲイツ役の押田岳が登壇して撮影の裏話などを披露した。
2020年2月18日には、新宿バルト9にて完成披露舞台挨拶が開催され、キャストから押田や戸谷のほか、ウール役の板垣李光人、オーラ役の紺野彩夏、スウォルツ役の兼崎健太郎、照井竜 / 仮面ライダーアクセル役の木ノ本嶺浩、草加雅人 / 仮面ライダーカイザ役の村上幸平、常磐ソウゴ / 仮面ライダージオウ役の奥野壮、スタッフから諸田が登壇した。

## あらすじ
普通の高校生として暮らしていた明光院景都ことゲイツは、柔道でメダルを取るために練習に励んでいたが、大会の試合中に再起不能の怪我を負い、選手生命を絶たれてしまう。
そこへウォズと名乗る青年が現れ、ゲイツに「君を魔王を倒す救世主に導くためにやってきた。そうでないと、常磐ソウゴが最低最悪の魔王として、その名を轟かせる」と告げ、ライドウォッチとジクウドライバーを差し出す。

## 登場人物
本作品のみ登場する人物を記載。

### レジェンドライダー
いずれの仮面ライダーもソウゴたちが暮らす新たな世界に存在し、変身能力を持っている。
『仮面ライダー555』から登場
草加 雅人 / 仮面ライダーカイザ
海東からの連絡で、カッシーンに襲われていたゲイツたちの前に突如現れ、戦闘に入るが、止めを刺す直前にカッシーンはソウゴを攫って逃げ出し、海東と共にオーロラカーデンに撤退する。
戦闘後、海東にゲイツとは「どこかで会った気がする」と、テレビシリーズのEP05・06での出来事を僅かに覚えているような発言をしている。
『仮面ライダーW』から登場
照井 竜（） / 仮面ライダーアクセル
風都警察署の超常犯罪捜査課の刑事。オーラの父の知り合いという警視総監のコネによる紹介で、柔道ができなくなったゲイツと出会う。それと同時に、怪しいロボット（カッシーン）の目撃情報を追っている。
『仮面ライダーオーズ/OOO』から登場
伊達 明（） / 仮面ライダーバース
鯨川医院の医師で、オーラが父親に通じて頼んだことで、柔道の試合で怪我したゲイツの主治医として登場。

## 仮面ライダーゲイツマジェスティ
明光院景都（ゲイツ）がジクウドライバーにゲイツライドウォッチとゲイツマジェスティライドウォッチを装填して変身する仮面ライダーゲイツの最強形態。カラーリングは赤・金。
変身音声は「マジェスティタイム！G3！ナイト！カイザ！ギャレン！イブキ！ガタック！ゼロノス！イクサ！ディエンド！アクセル！バース！メテオ！ビースト！バロン！マッハ！スペクター！ブレイブ！クローズ！仮面ライダーゲイツマジェスティ！」。
仮面ライダージオウにおけるグランドジオウに相当し、真の救世主たる力として、変身時にG3からゲイツまでの平成レジェンドの各2号ライダー19人のライドウォッチが具現化して、全身各部に装着されている。
ボディに装着されているライドウォッチの天面の起動スイッチを押すことで、レジェンドライダーの専用武器の召喚や使用が可能であり、劇中では仮面ライダーナイトのウイングランサーと、仮面ライダーゼロノスのゼロガッシャー ボウガンモードを使用した。
必殺技
マジェスティエル・サルバトーレタイムバースト
ゲイツマジェスティライドウォッチの天面の起動スイッチを押すことにより、「フィニッシュタイム！マジェスティ！」の音声で発動する。劇中では2種類の技として使用している。
最初は右手にライドウォッチのエネルギーを溜めてのパンチで、命中時には通常形態のゲイツの額にある情報ユニット・ゲーシグナルのマークが浮かび上がる。
それに続き、通常形態のゲイツも含めたレジェンドの各2号ライダー19人の幻影を重ね、左足で力を収束させたキックを放つ。

## 怪人
アナザーディエンド
仮面ライダーディエンドの能力を持つアナザーライダーで、白ウォズがアナザーディエンドウォッチで変身した姿。
ディエンドの能力で、過去の仮面ライダーが戦ってきた幹部怪人やカッシーンを召喚するほか、両腕を構えてエネルギー波を放つことができる。
- 外見や能力は『仮面ライダーディケイド』と『侍戦隊シンケンジャー』に登場したチノマナコ ディエンド変身態を彷彿とさせるものとなっている。
- アナザーディケイドのスーツの色を塗り替えたものに、現存していたチノマナコ ディエンド変身態の頭部と肩、胸の換装パーツを使用し、新造した大きな角と目の部分を露出させている。

カッシーン

アークオルフェノク、スミロドン・ドーパント、恐竜グリード
ゲイツマジェスティとの戦いで召喚される。

## 本作品オリジナルのアイテム
ゲイツマジェスティライドウォッチ
海東大樹が持つG3からゲイツまでの各2号ライダーのライダーカード19枚が1つになって誕生したライドウォッチ。
形状はグランドジオウライドウォッチに酷似しており、カラーリングは赤。
冒頭でゲイツが夢で見たオーマジオウとの戦いでも登場している。

アナザーディエンドウォッチ
白ウォズが海東大樹からディエンドの力を半分奪ったことで誕生したアナザーウォッチ。
他のアナザーライダーのように体内に埋め込むのではなく、口から飲み込む形で起動させる。

## キャスト
- 明光院景都[16] / 仮面ライダーゲイツ - 押田岳
- ツクヨミ / 仮面ライダーツクヨミ - 大幡しえり
- ウォズ / 仮面ライダーウォズ、白ウォズ / 仮面ライダーウォズ / アナザーディエンド[18] - 渡邊圭祐
- スウォルツ - 兼崎健太郎
- ウール - 板垣李光人
- オーラ - 紺野彩夏
- 柔道界の魔王[16] - 熊野準[7]
- 常磐ソウゴ / 仮面ライダージオウ - 奥野壮
- 常磐順一郎 - 生瀬勝久

### 声の出演
- オーマジオウ - 小山力也[16]
- カッシーン - 津田健次郎[16]

### 友情出演
- 草加雅人 / 仮面ライダーカイザ - 村上幸平『仮面ライダー555』
- 照井竜 / 仮面ライダーアクセル - 木ノ本嶺浩『仮面ライダーW』
- 伊達明 / 仮面ライダーバース - 岩永洋昭『仮面ライダーオーズ/OOO』
- 海東大樹 / 仮面ライダーディエンド - 戸谷公人『仮面ライダーディケイド』

### スーツアクター
脚注のない者はすべて劇場パンフレットより。
- 仮面ライダーゲイツ[出典 1]、他[21] - 縄田雄哉
- アナザーディエンド[18] - 今井靖彦
- 仮面ライダーウォズ[22]、仮面ライダーバース[23][22]、仮面ライダーアクセル[22] - 永徳
- 佐野夏未
- 小森拓真
- 浅井宏輔
- 藤田慧
- 神前元
- 榮男樹
- 北村海
- 高田将司
- 齊藤謙也
- 近藤雄太
- 佐渡山貴仁
- 渡辺実
- 大林勝
- おぐらとしひろ
- 佐藤義夫
- 井口尚哉
- 寒川祥吾
- 坂梨由芽
- 内田卓斗
- 福田圭佑
- 菅野慶太
- 中井絢子
- 石黒鉄二
- 佐々木駿也
- 林本奈々
- 相田真滉
- 村上歩夢
- 米岡孝弘
- 宇佐見紗風
- 岡田ひかる
- 上平田結花

## スタッフ
- 原作 - 石ノ森章太郎
- 脚本 - 毛利亘宏
- スーパーバイザー - 小野寺章
- エグゼクティブプロデューサー - 加藤和夫（東映ビデオ）
- 音楽 - 佐橋俊彦
- 撮影 - 松村文雄
- 照明 - 佐々木康雄
- 美術 - 大嶋修一
- 録音 - 堀江二郎
- 編集 - 金田昌吉
- スクリプター - 森みどり
- 助監督 - 塩川純平
- 制作担当 - 中島嘉隆、伊場野高嗣
- ラインプロデューサー - 下前明弘
- 絵コンテ - 伊藤そうあ
- カースタント&コーディネイト - 西村信宏（タケシレーシング）
- クリーチャーデザイン - 篠原保
- キャラクターデザイン - 田嶋秀樹（石森プロ）、小林大祐（PLEX）
- プロデューサー補 - 大河原脩一（東映ビデオ）
- 製作プロダクション - 東映テレビ・プロダクション
- 委員会スタッフ - 安村基（東映ビデオ）、島谷麟太郎（東映ビデオ）、古谷大輔（ADK EM）、石原仁（ADK EM）、金木勲（バンダイ）
- プロデューサー - 中野剛（東映ビデオ）、白倉伸一郎（東映）、武部直美（東映）
- アクション監督 - 宮崎剛（ジャパンアクションエンタープライズ）
- 製作 - 東映ビデオ、ADK、BANDAI、東映
- 監督 - 諸田敏
- 配給 - 東映ビデオ[24]

## 主題歌
「Brand New Day」
作詞・作曲 - 江畑兵衛 / 編曲 - TRIPLANE / 歌 - TRIPLANE

## 映像ソフト化
2020年4月22日発売。Blu-ray / DVDでリリース。
- 仮面ライダージオウ NEXT TIME ゲイツ、マジェスティ 通常版（1枚組）
  - 映像特典
    - MAKING
    - TRAILER
    - DESIGN GALLERY
    - POSTER GALLERY

  - 音声特典（Blu-ray版のみ）
    - オーディオ・コメンタリー（押田岳×戸谷公人×プロデューサー：白倉伸一郎）
- 仮面ライダージオウ NEXT TIME ゲイツ、マジェスティ ゲイツマジェスティライドウォッチ版（1枚組・初回限定生産）
  - セット内容
    - 仮面ライダージオウ NEXT TIME ゲイツ、マジェスティ（通常版と共通）
    - DXゲイツマジェスティライドウォッチ
    - ライナーノート
    - 主題歌CD

## 関連作品
『仮面ライダー 令和 ザ・ファースト・ジェネレーション』
『ジオウ』と『仮面ライダーゼロワン』のクロスオーバー作品で、『ジオウ』の登場人物における本作品の前日譚になっている。